# Плавунець гладенький
Плавуне́ць гладе́нький (Dytiscus circumflexus) — вид водних жуків родини плавунців (Dytiscidae).

## Поширення
Палеарктичний вид. Поширений в Європі, Північній Африці, Західній та Середній Азії. Мешкає в основному в глибоких постійних водоймах, таких як ставки, великі глинисті ставки та стариці. Крім того, зустрічається в прибережній зоні річок на ділянках зі слабкою течією. Також трапляється в солонуватих водах.

## Опис
Великий жук, овально-видовжений і дуже блискучий. Довжина тіла досягає від 26 до 36 мм. Голова рівномірно темна. Край переднеспинки жовтий і відносно вузький, жовтий колір присутній з боків, спереду і ззаду. Надкрила рівномірно зеленувато-чорні або металево-зелені. Відмітини на надкрилах самиці більш щільні і зменшені у самців. Кінчики стегнових відростків дуже довгі та загострені. Нижня сторона черевця переважно зелена. Відростки задніх стегон мають загострений кінець. Передні лапи самців оснащені присосками.
У личинки голова невелика, відносно широка, трикутної форми, з сильно вигнутим краєм епіпуса між лобовими кутами. На тергітах є подвійна центральна темна смуга, в центрі якої виразна жовтувата шовна смуга. Задні стегна в 1,5 раза довші за стопи. На тильній стороні нижнього краю лап немає волосся.